# Nino Calebotta
Antonio Calebotta, detto Nino (Spalato, 30 giugno 1930 – Bentivoglio, 23 marzo 2002), è stato un cestista italiano.

## Carriera
Ha segnato 59 punti in una gara del 1956.

## Palmarès
- Campionato italiano: 2

Virtus Bologna: 1954-55, 1955-56